# Ýokary Liga (2010)
Ýokary Liga (2010) – 18. edycja najwyższej piłkarskiej klasy rozgrywkowej w Turkmenistanie. W rozgrywkach wzięło udział 10 drużyn, grając systemem kołowym w 2 rundach. Tytułu nie obroniła drużyna HTTU Aşgabat. Nowym mistrzem Turkmenistanu został zespół Balkan Balkanabat. Tytuł króla strzelców zdobył Berdi Şamyradow, który w barwach klubu HTTU Aşgabat strzelił 11 goli.

## Tabela końcowa
| Lp. | Drużyna                    | M  | Z  | R | P  | Bramki | Bramki | Różn. | Pkt | Uwagi    |
| --- | -------------------------- | -- | -- | - | -- | ------ | ------ | ----- | --- | -------- |
| 1   | Balkan Balkanabat (M)      | 18 | 12 | 4 | 2  | 35     | 8      | +27   | 40  |          |
| 2   | Altyn Asyr Aszchabad       | 18 | 10 | 5 | 3  | 34     | 20     | +14   | 35  |          |
| 3   | Lebap Türkmenabat          | 18 | 10 | 4 | 4  | 29     | 12     | +17   | 34  |          |
| 4   | Merw Mary                  | 18 | 9  | 6 | 3  | 33     | 15     | +18   | 33  |          |
| 5   | HTTU Aşgabat               | 18 | 7  | 7 | 4  | 26     | 16     | +10   | 28  |          |
| 6   | Aşgabat FK                 | 18 | 7  | 5 | 6  | 29     | 19     | +10   | 26  |          |
| 7   | Şagadam Turkmenbaszy       | 18 | 6  | 5 | 7  | 15     | 22     | −7    | 23  |          |
| 8   | Ahal Änew                  | 18 | 5  | 1 | 12 | 13     | 33     | −20   | 16  |          |
| 9   | FK Daşoguz                 | 18 | 2  | 3 | 13 | 7      | 37     | −30   | 9   |          |
| 10  | Talyp Sporty Aszchabad (S) | 18 | 0  | 4 | 14 | 4      | 40     | −36   | 4   | 0Spadek0 |

## Najlepsi strzelcy
| Lp | Piłkarz                | Drużyna              | Bramki |
| -- | ---------------------- | -------------------- | ------ |
| 1  | Berdi Şamyradow        | HTTU Aşgabat         | 11     |
| 2  | Didargylyç Urazow      | Balkan Balkanabat    | 10     |
| 2  | Amir Gurbani           | Altyn Asyr Aszchabad | 10     |
| 2  | Gahrymanberdi Çoňkaýew | Altyn Asyr Aszchabad | 10     |